# Canellaceae
Canellaceae, biljna porodica iz reda Canellales koja je dobila ime po rodu kanela (Canella), čiji je jedini predstavnik Canella winterana. Ime roda je deminutiv koji dolazi od latinskog canna (trska),koji se isprva odnosio na koru drveta kasije, Cinnamomum aromaticum, a kasnije je to ime preneseno i na ovo stablo.
Vrste ove porodice raširene su u tropima Afrike i Amerike u nutar nje postoji pet rodova s 21 vrstom, običnom manja do srednja stabla, rjeđe grmovi, aromatična i zimzelena. Cvjetovi i plodovi najčešće su crveni.
Nekoliko vrsta značajno je za biljnu medicinu, a i zamjena za cimet. Od 2008 godine priznato je još pet novih vrsta, ali još nisu imenovane.

## Rodovi
1. Pleodendron Tiegh. (3 spp.)
2. Cinnamodendron Endl. (12 spp.)
3. Canella P. Br. (1 sp.)
4. Warburgia Engl. (4 spp.)
5. Cinnamosma Baill. (3 spp.)